# Gemeentelijke herindelingsverkiezingen in Nederland 2002
De Gemeentelijke herindelingsverkiezingen in Nederland 2002 waren tussentijdse verkiezingen voor een Nederlandse gemeenteraad die gehouden werden op 20 november 2002.
Deze verkiezingen werden gehouden in dertien gemeenten die betrokken waren bij een herindelingsoperatie die op 1 januari 2003 werd doorgevoerd.
De volgende gemeenten waren bij deze verkiezingen betrokken:
- de gemeenten Echt en Susteren: samenvoeging tot een nieuwe gemeente Echt-Susteren[1];
- de gemeenten Hontenisse en Hulst: samenvoeging tot een nieuwe gemeente Hulst[2];
- de gemeenten Oss en Ravenstein: samenvoeging tot een nieuwe gemeente Oss[3];
- de gemeenten Oostburg en Sluis-Aardenburg: samenvoeging tot een nieuwe gemeente Sluis[2];
- de gemeenten Axel, Sas van Gent en Terneuzen: samenvoeging tot een nieuwe gemeente Terneuzen[2];
- de gemeenten Heerjansdam en Zwijndrecht: samenvoeging tot een nieuwe gemeente Zwijndrecht[4].

In deze gemeenten zijn de reguliere gemeenteraadsverkiezingen van 6 maart 2002 niet gehouden.
Door deze herindelingen daalde het aantal gemeenten in Nederland van 496 naar 489.